# رازيانة
الرَازِيَانَة أو المَشْغِيل أو الإينانثة (الاسم العلمي: Oenanthe) هي جنس نباتات عشبية برية معمرة من فصيلة الخيمية. انواعه نحو 30 جميعها منقعية أو مائية. أوراقها مشرحة النصل. ازهارها مزاجية بضياء اللون. يستخرج من جذور بعض أنواعها عصارة صفراء اللون سامة مميتة.